# 네팔 내전
네팔 내전은 1996년부터 2006년까지 네팔 공산당과 네팔 왕국 사이에 일어난 전쟁이다.
내전은 1996년 2월 13일 네팔 통일공산당이 네팔 왕국의 군주제를 전복하고 인민공화국 수립을 목표로 하며 시작했다. 내전 기간 동안 학살, 숙청, 납치 및 여러 전쟁범죄가 일어났다. 4,000명 이상의 사람들이 반군에게 살해당했고 8,200명 이상의 사람들이 정부군에 의해 살해 당하는 등 민간인, 반군, 군대, 경찰 등을 포함하여 17,000명이 넘는 사람들이 사망했으며 수십만 명이 실향민이 되었다. 또한 2001년에는 네팔 궁중 학살 사건이 벌어져 9명의 네팔 왕족들이 사망하기도 하였다. 2006년 11월 21일 양측이 포괄적 평화 협정에 서명하면서 내전은 끝나게 되었다. 이후 군주제가 폐지되고 네팔 공산당은 무장을 해제하는 대신 주류 정치 세력으로 편입되었다.